# Christoph Bieler
Christoph Bieler (* 28. Oktober 1977 in Hall in Tirol) ist ein ehemaliger österreichischer Nordischer Kombinierer.

## Werdegang
Der Tiroler startet für den HSV Absam-Bergisel und gilt als einer der besten Skispringer unter den Nordischen Kombinierern. Am 25. Januar 2004 erreichte er im Massenstart-Bewerb in Sapporo mit Rang 3 sein erstes Podium und nach zehn Jahren im Weltcup (und mehreren Podestplätzen) gewann er am 3. Dezember 2006 in Lillehammer sein erstes Weltcuprennen vor dem Finnen Anssi Koivuranta, dem am 16. Dezember 2006 mit dem Sieg im Massenstartbewerb in Ramsau, wiederum vor Koivuranta, der zweite Triumph folgte. Bislang hält der Tiroler bei sechs Weltcupsiegen.
Seine größten Erfolge feierte Christoph Bieler bisher mit der österreichischen Mannschaft. So krönte er sich bei den Olympischen Spielen 2006 in Turin gemeinsam mit Michael Gruber, Felix Gottwald und Mario Stecher zum Olympiasieger und bereits bei den Nordischen Skiweltmeisterschaften 2003 – in einer Staffel mit Michael Gruber, Wilhelm Denifl und Felix Gottwald – zum Weltmeister. Ein Einzelsieg bei Großereignissen war dem Tiroler bislang nicht vergönnt.
Am 15. April 2015 gab Bieler 37-jährig sein Karriereende bekannt. Wenige Tage später wurde er zum Sprungtrainer der österreichischen Nationalmannschaft ernannt.

## Erfolge

### Medaillen bei Olympischen Winterspielen
- Salt Lake City 2002: Bronzemedaille im Teamwettbewerb
- Turin 2006: Goldmedaille im Teamwettbewerb
- Sotschi 2014: Bronzemedaille im Teamwettbewerb

### Medaillen bei Weltmeisterschaften
- Val di Fiemme 2003: Goldmedaille im Teamwettbewerb
- Oberstdorf 2005: Bronzemedaille im Teamwettbewerb

### Österreichische Meisterschaften
- Murau 1998: 1. Sprint
- Saalfelden 1999: 2. Einzel
- Andelsbuch 2000: 2. Einzel
- Stams 2001: 2. Einzel
- Stams 2002: 3. Einzel
- Ramsau, Innsbruck 2004: 1. Einzel NS; 3. Sprint GS
- Bischofshofen 2005: 3. Einzel NS; 3. Sprint GS
- Stams, Innsbruck 2006: 2. Einzel NS; 3. Sprint GS
- Ramsau, Bischofshofen 2007: 1. Einzel NS; 2. Sprint GS
- Oberstdorf 2008: 2. Massenstart; 3. Sprint
- Villach 2009: 1. Massenstart
- Stams 2010: 3. Einzel NS
- Hinzenbach, Bischofshofen 2011: 3. Rollerski/NS; 3. Rollerski/GS
- Stams, Innsbruck 2014: 3. Einzel NS; 1. Einzel GS

### Weltcupsiege

#### Einzel
| Datum             | Ort                 | Land       | Disziplin   |
| ----------------- | ------------------- | ---------- | ----------- |
| 3. Dezember 2006  | Lillehammer         | Norwegen   | Sprint      |
| 16. Dezember 2006 | Ramsau am Dachstein | Österreich | Massenstart |
| 13. Jänner 2007   | Val di Fiemme       | Italien    | Massenstart |
| 9. Dezember 2007  | Trondheim           | Norwegen   | Sprint      |
| 26. Jänner 2008   | Seefeld             | Österreich | Sprint      |
| 10. Februar 2013  | Almaty              | Kasachstan | Einzel      |

#### Mannschaft
| Datum         | Ort            | Land    | Disziplin                       |
| ------------- | -------------- | ------- | ------------------------------- |
| 16. März 2000 | Santa Caterina | Italien | Team Massenstart K90/3 × 5 km 1 |

## Statistik

### Teilnahmen an Olympischen Winterspielen und Weltmeisterschaften

#### Olympische Winterspiele
| Jahr und Ort        | Wettbewerb | Wettbewerb   | Wettbewerb   | Wettbewerb |
| Jahr und Ort        | Sprint     | Gundersen NH | Gundersen LH | Mannschaft |
| ------------------- | ---------- | ------------ | ------------ | ---------- |
| Nagano 1998         | -          | -            | -            | 4.         |
| Salt Lake City 2002 | 16.        | 15.          | -            | 3.         |
| Turin 2006          | 23.        | 13.          | -            | 1.         |
| Vancouver 2010      | -          | 25.          | 10.          | -          |
| Sotschi 2014        | -          | 11.          | 17.          | 3.         |

#### Nordische Skiweltmeisterschaften
| Jahr und Ort       | Wettbewerb | Wettbewerb   | Wettbewerb   | Wettbewerb  | Wettbewerb    | Wettbewerb    | Wettbewerb |
| Jahr und Ort       | Sprint     | Gundersen NH | Gundersen LH | Massenstart | Mannschaft NH | Mannschaft LH | Teamsprint |
| ------------------ | ---------- | ------------ | ------------ | ----------- | ------------- | ------------- | ---------- |
| 2001 Lahti         | -          | 26.          | -            | -           | -             | -             | -          |
| 2003 Val di Fiemme | 13.        | 6.           | -            | -           | 1.            | -             | -          |
| 2005 Oberstdorf    | 14.        | 11.          | -            | -           | 3.            | -             | -          |
| 2007 Sapporo       | 16.        | 4.           | -            | -           | 4.            | -             | -          |
| 2009 Liberec       | -          | 8.           | 47.          | 6.          | -             | 5.            | -          |
| 2013 Val di Fiemme | -          | 16.          | 8.           | -           | -             | -             | -          |
| 2015 Falun         | -          | -            | 19.          | -           | -             | -             | -          |

### Weltcup-Statistik
Die Tabelle zeigt die erreichten Platzierungen im Einzelnen.
- Platz 1.–3.: Anzahl der Podiumsplatzierungen
- Top 10: Anzahl der Platzierungen unter den ersten zehn
- Punkteränge: Anzahl der Platzierungen innerhalb der Punkteränge
- Starts: Anzahl gelaufener Rennen in der jeweiligen Disziplin

| Platzierung          | Einzel a | Sprint | Massenstart | Team   | Team    | Gesamt |
| Platzierung          | Einzel a | Sprint | Massenstart | Sprint | Staffel | Gesamt |
| -------------------- | -------- | ------ | ----------- | ------ | ------- | ------ |
| 1. Platz             | 1        | 3      | 2           | 0      | 1       | 7      |
| 2. Platz             | 3        | 0      | 0           | 0      | 1       | 4      |
| 3. Platz             | 3        | 2      | 3           | 0      | 4       | 12     |
| Top 10               | 58       | 32     | 5           | 5      | 4       | 104    |
| Punkteränge          | 86       | 28     | 3           | 0      | 0       | 117    |
| Starts               | 159      | 72     | 15          | 5      | 10      | 261    |
| Stand: Karriere-Ende |          |        |             |        |         |        |

### Weltcup-Gesamtplatzierungen
| Saison  | Rang Gesamt | Punkte | Rang Sprint | Punkte | Rang WGP | Punkte |
| ------- | ----------- | ------ | ----------- | ------ | -------- | ------ |
| 1996/97 | 24.         | 309    | -           | -      | -        | -      |
| 1997/98 | 36.         | 237    | -           | -      | -        | -      |
| 1998/99 | -           | -      | -           | -      | -        | -      |
| 1999/00 | 26.         | 372    | -           | -      | -        | -      |
| 2000/01 | 09.         | 870    | 09.         | 485    | -        | -      |
| 2001/02 | 20.         | 400    | 13.         | 244    | -        | -      |
| 2002/03 | 13.         | 302    | 16.         | 169    | 14.      | 18     |
| 2003/04 | 09.         | 549    | 10.         | 209    | 06.      | 118    |
| 2004/05 | 09.         | 454    | 07.         | 235    | 07.      | 84     |
| 2005/06 | 08.         | 706    | 09.         | 279    | 05.      | 146    |
| 2006/07 | 04.         | 679    | 04.         | 287    | 06.      | 110    |
| 2007/08 | 06.         | 766    | 04.         | 468    | -        | -      |
| 2008/09 | 13.         | 424    | -           | -      | -        | -      |
| 2009/10 | 21.         | 258    | -           | -      | -        | -      |
| 2010/11 | 20.         | 128    | -           | -      | -        | -      |
| 2011/12 | 18.         | 419    | -           | -      | -        | -      |
| 2012/13 | 13.         | 327    | -           | -      | -        | -      |
| 2013/14 | 11.         | 349    | -           | -      | -        | -      |
| 2014/15 | 22.         | 182    | -           | -      | -        | -      |

## Auszeichnungen (Auszug)
- 2002: Goldenes Verdienstzeichen um die Republik Österreich[1]
- 2006: Goldenes Ehrenzeichen für Verdienste um die Republik Österreich[1]